# Анн-Арандел
Анн-Ара́ндел (англ. Anne Arundel County [ˌænəˈrʌndəl]) — округ в центральной части штата Мэриленд. Административный центр округа (county seat) — также столица штата, город Аннаполис.
В 2000 году в округе проживало 489 656 человек.

## История
Назван в честь Энн Эрандел (en; 1615—1649), супруги Сесиля Калверта, 2-го барона Балтимора.

## География
Граничит с городом Балтимор и одноименным округом на севере, округом Хауард на северо-западе, округом Принс-Джорджес на западе, округом Калверт на юге и Чесапикским заливом на востоке.

## Климат
Климат в этой области характеризуется жарким, влажным летом и, как правило, мягкой или прохладной зимой. Согласно системе классификации климата Кёппена, в округе Анн-Арандел влажный субтропический климат, сокращенно обозначаемый на климатических картах «Cfa».

## Известные жители
- Джонс Хопкинс (1795—1873) — один из крупнейших американских предпринимателей и филантроп.
- Томас Джонсон, первый губернатор Мэриленда.